# Rampur (stato)
Lo Stato di Rampur fu uno stato principesco del subcontinente indiano, avente per capitale la città di Rampur.

## Storia

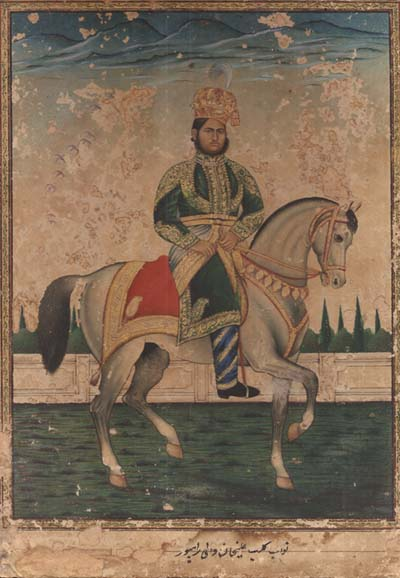
Il nawab Kalb Ali Khan Bahadur di Rampur, r.1865-87

La Guerra Rohilla del 1774–5 iniziò quando i Rohilla rinnegarono un debito che avevano accumulato col nawab di Oudh per assistenza militare ricevuta contro i maratha nel 1772. I Rohilla vennero sconfitti e furono costretti a ritirarsi nella capitale Bareilly dal nawab di Oudh con l'assistenza delle truppe della Compagnia britannica delle Indie Orientali. Lo Stato di Rampur venne fondato quindi dal Faizullah Khan il 7 ottobre 1774 alla presenza del colonnello inglese Champion, e rimase uno Stato sotto la protezione inglese.
La famiglia del nawab Faizullah Khan era emigrata da Kurram (attuale Pakistan) e si era insediata nell'Hindustan durante l'Impero moghul con la professione di soldati d'alto rango e membri dell'élite amministrativa.
La prima pietra del nuovo forte di Rampur venne posta nel 1775 dal nawab Faizullah Khan che governò il principato vent'anni. Egli fu un grande patrono delle scuole, ed iniziò una collezione di manoscritti in lingua araba, persiana, turca e urdu che ancora oggi costituiscono il cuore del Rampur Raza Library. Dopo la morte di suo figlio Muhammad Ali Khan ottenne il trono, ma venne ucciso dai capi Rohilla dopo 24 giorni di regno, e Ghulam Muhammad Khan, fratello del defunto, venne proclamato nawab. La Compagnia britannica delle Indie Orientali si rivalse e riuscì a sconfiggere il monarca con le proprie armate dopo 3 mesi e 22 giorni di regno, ed il governatore generale dell'India britannica proclamò Ahmad Ali Khan, figlio di Muhammad Ali Khan, nuovo nawab. Egli governò per 44 anni. Egli non ebbe figli e pertanto Muhammad Sa'id Khan, figlio di Ghulam Muhammad Khan, divenne il nuovo Nawab. Egli raccolse un esercito regolare, stabilì una propria corte e fece molte opere per migliorare le condizioni economiche degli agricoltori del suo dominio. Suo figlio Muhammad Yusuf Ali Khan ottenne il trono alla sua morte, venendo poi succeduto dal figlio Kalb Ali Khan.

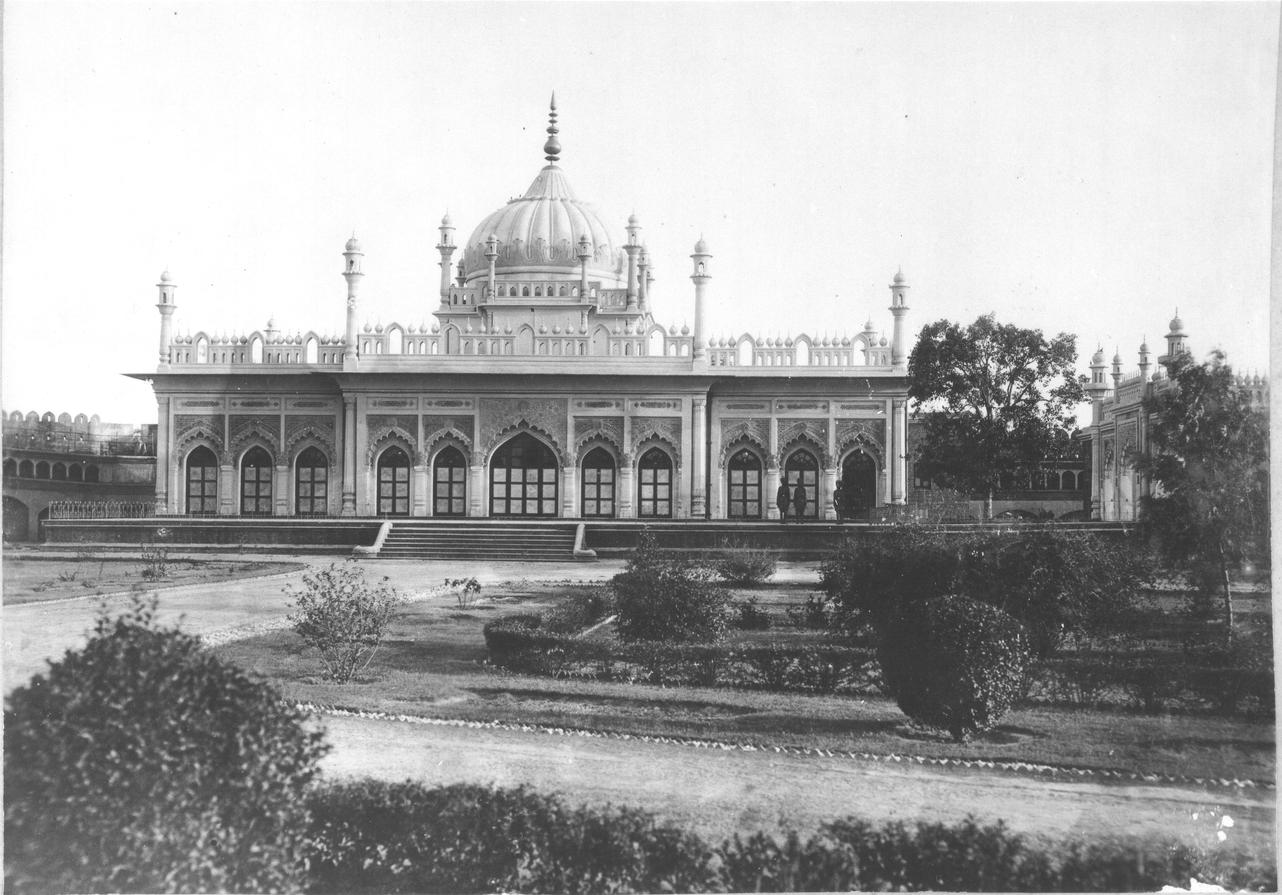
Imambara, forte di Rampur, Uttar Pradesh, circa 1911.

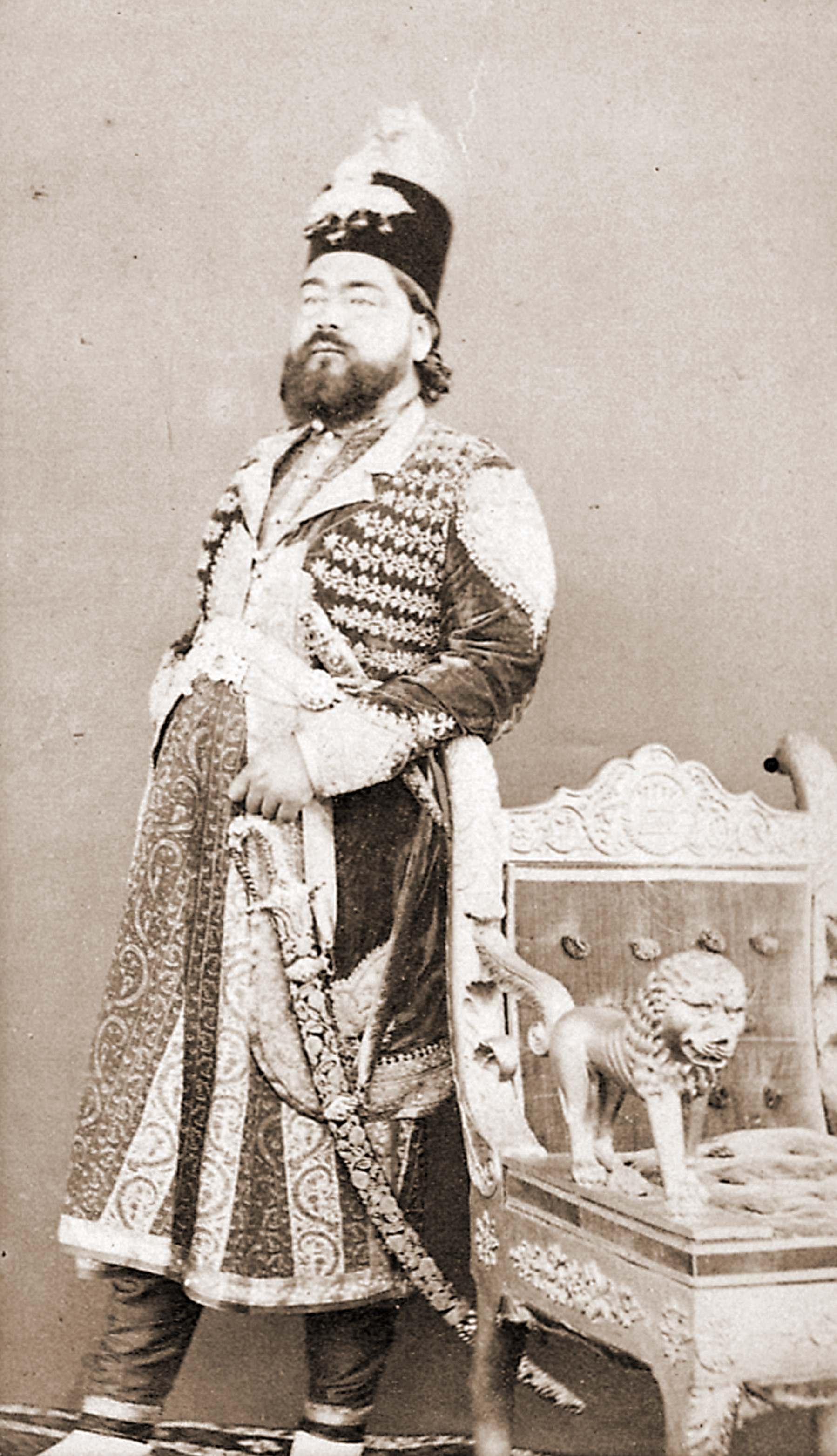
Sir Kalb Ali Khan, nawab di Rampur (1832-1887)

Nawab Kalb Ali Khan fu un letterato in arabo e persiano. Sotto il suo governo lo Stato si impegnò particolarmente per migliorare gli standard dell'educazione nazionale. Egli fu inoltre membro del consiglio durante il vicereame di Lord John Lawrence. Fece costruire la Jama Masjid di Rampur per un costo di 300.000 rupie. Ottenne il cavalierato ad Agra dal principe di Galles, governando per 22 anni e 7 mesi. Dopo la sua morte suo figlio Mushtaq Ali Khan ottenne il trono e nominò poco dopo W. C. Wright come capo ingegnere di stato, incaricandolo della costruzione di nuovi edifici e canali. Il nawab Hamid Ali divenne il nuovo sovrano nel 1889 all'età di 14 anni. Sotto di lui vennero aperte molte nuove scuole ed i primi college con sue donazioni personali (ad esempio donò 50.000 rupie del suo patrimonio al Lucknow Medical College). Nel 1905 costruì una magnifica Darbar Hall nel forte locale, dove oggi è ospitata una grande collezione di manoscritti orientali nota come Rampur Raza Library. Suo figlio Raza Ali Khan fu l'ultimo regnante dal 1930. Il 1º luglio 1949 lo Stato di Rampur venne unito alla repubblica indiana.
I nawab di Rampur si schierarono con gli inglesi durante i moti dei sepoy del 1857 e questo permise a loro di continuare a giocare un importante ruolo sociale, politico e culturale nella vita dell'India settentrionale. Diedero inoltre rifugio a molti letterati provenienti dalla corte di Bahadur Shah Zafar.

## Governanti
| Nome | Nome                              | Inizio del regno  | Fine del regno   |
| ---- | --------------------------------- | ----------------- | ---------------- |
| 1    | Faizullah Khan                    | 15 settembre 1748 | 24 luglio 1793   |
|      | Hafiz Rahmat Khan - reggente      | 15 settembre 1748 | 23 aprile 1774   |
| 2    | Muhammad Ali Khan Bahadur         | 24 luglio 1793    | 11 agosto 1793   |
| 3    | Ghulam Muhammad Khan Bahadur      | 11 agosto 1793    | 24 ottobre 1794  |
| 4    | Ahmad Ali Khan Bahadur            | 24 ottobre 1794   | 5 luglio 1840    |
|      | Nasrullah Khan - reggente         | 24 ottobre 1794   | 1811             |
| 5    | Muhammad Said Khan Bahadur        | 5 luglio 1840     | 1 aprile 1855    |
| 6    | Yusef Ali Khan Bahadur            | 1 aprile 1855     | 21 aprile 1865   |
| 7    | Kalb Ali Khan Bahadur             | 21 aprile 1865    | 23 marzo 1887    |
| 8    | Muhammad Mushtaq Ali Khan Bahadur | 23 marzo 1887     | 25 febbraio 1889 |
| 9    | Hamid Ali Khan Bahadur            | 25 febbraio 1889  | 20 giugno 1930   |
|      | reggenza                          | 25 febbraio 1889  | 4 aprile 1894    |
| 10   | Raza Ali Khan Bahadur             | 20 giugno 1930    | 1949             |